# Proceso de Ornstein–Uhlenbeck

Cinco simulaciones con θ = 1, σ = 1 y μ = 0.

Una simulación 3D con θ = 1, σ = 3, μ = (0, 0, 0) y la posición inicial (10, 10, 10).

El proceso de Ornstein-Uhlenbeck (OU) es un proceso estocástico utilizado en diversas áreas, como las matemáticas financieras y las ciencias físicas. Originalmente aplicado para modelar la velocidad de una partícula bajo fricción, es un proceso de Gauss-Markov que presenta reversión a la media, lo que significa que tiende a volver a un valor promedio a lo largo del tiempo. 
El proceso de Ornstein-Uhlenbeck es un proceso de Gauss-Markov, lo que significa que es un proceso de Gauss, uno de Markov y es temporalmente homogéneo. De hecho, es el único proceso no trivial que satisface estas tres condiciones, permitiendo transformaciones lineales de las variables espacio y tiempo.
 Con el tiempo, el proceso tiende a desviarse hacia su media: dicho proceso se denomina reversión a la media .
El proceso puede considerarse una modificación del camino aleatorio en tiempo continuo, o proceso de Wiener, en el que se han cambiado las propiedades del proceso en que existe una tendencia de un camino a retroceder hacia una localización central, con una mayor atracción cuando el proceso está más alejado del centro. El proceso Ornstein-Uhlenbeck también puede considerarse como el análogo de tiempo continuo del proceso de tiempo discreto AR(1).

## Definición

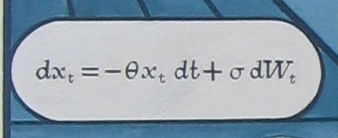
Fórmula simplificada para el proceso Ornstein-Uhlenbeck del mural que se muestra a continuación.

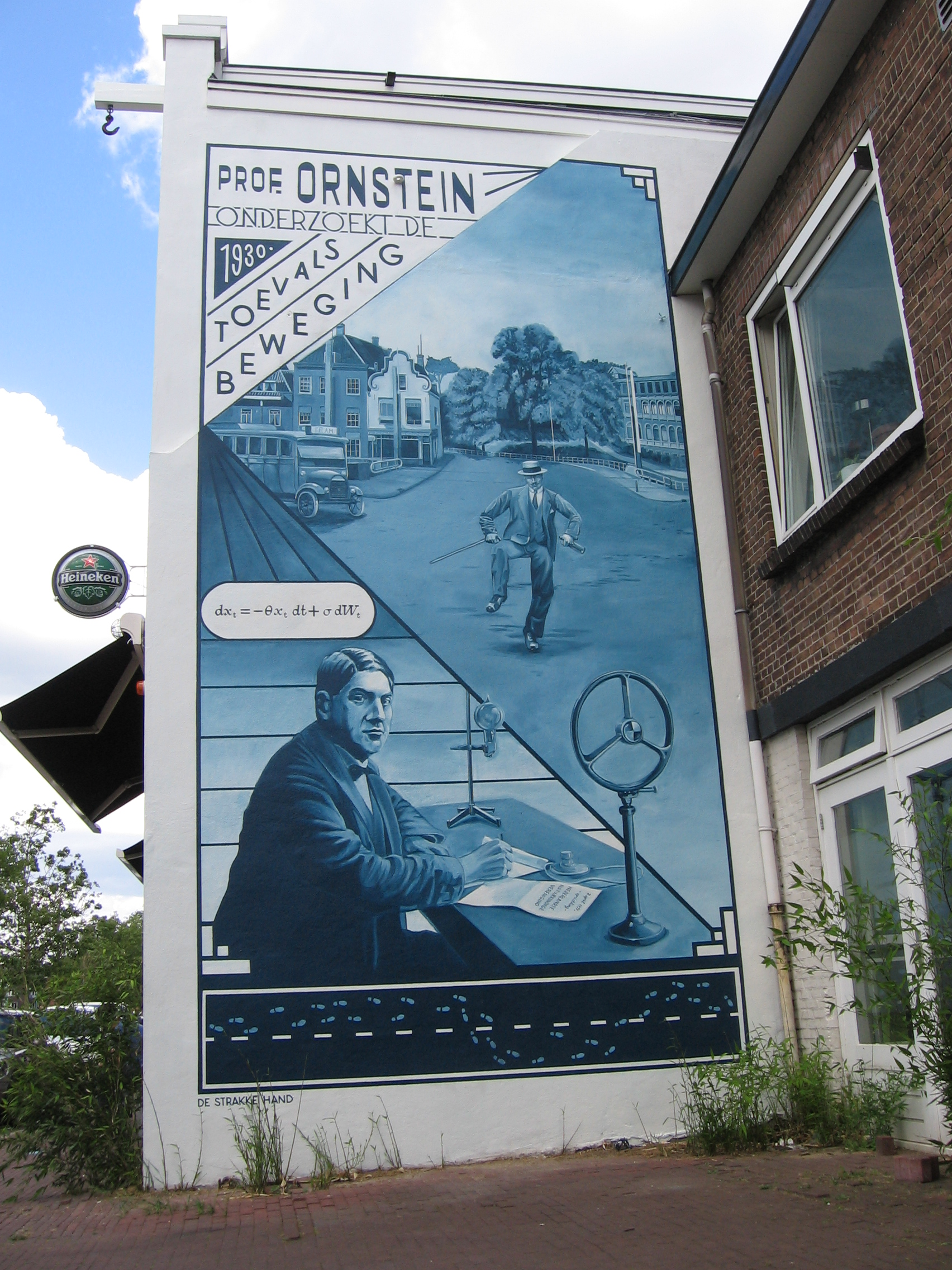
Colectivo de artistas holandeses De Strakke Hand: mural de Leonard Ornstein, que muestra a Ornstein como cofundador de la Sociedad Holandesa de Física (Netherlands Physical Society) en su escritorio en 1921, e ilustra dos veces la caminata aleatoria de un borracho con una fórmula simplificada para el proceso de Ornstein-Uhlenbeck. Oosterkade, Utrecht, Países Bajos, no lejos del laboratorio de Ornstein. Texto traducido: El profesor Ornstein investiga el movimiento aleatorio 1930.

El proceso Ornstein-Uhlenbeck {\displaystyle x_{t}} está definido por la siguiente ecuación diferencial estocástica :
{\displaystyle dx_{t}=-\theta \,x_{t}\,dt+\sigma \,dW_{t}}
dónde {\displaystyle \theta >0} y {\displaystyle \sigma >0} son parámetros y {\displaystyle W_{t}} denota el proceso de Wiener .   
A veces se añade un término adicional de deriva:
{\displaystyle dx_{t}=\theta (\mu -x_{t})\,dt+\sigma \,dW_{t}}
dónde {\displaystyle \mu } es constante El proceso de Ornstein-Uhlenbeck a veces se escribe como una ecuación de Langevin de la siguiente forma
{\displaystyle {\frac {dx_{t}}{dt}}=-\theta \,x_{t}+\sigma \,\eta (t)}
dónde {\displaystyle \eta (t)}, también conocido como ruido blanco, sustituye a la derivada supuesta {\displaystyle dW_{t}/dt} del proceso de Wiener.  Sin embargo, {\displaystyle dW_{t}/dt} no existe porque el proceso de Wiener no es diferenciable,  debido a esto la ecuación de Langevin sólo tiene sentido si se interpreta en sentido distributivo. En las disciplinas físicas e ingenierías, es una representación común para el proceso de Ornstein-Uhlenbeck y las ecuaciones diferenciales estocásticas similares, asumiendo tácitamente que el término de ruido es una derivada de una interpolación diferenciable (por ejemplo, de Fourier) del proceso de Wiener.

## Representación de la ecuación de Fokker-Planck
El proceso de Ornstein-Uhlenbeck también se puede describir en términos de una función de densidad de probabilidad, {\displaystyle P(x,t)}, que especifica la probabilidad de encontrar el proceso en el estado {\displaystyle x} En el momento {\displaystyle t} .  Esta función satisface la ecuación de Fokker-Planck
{\displaystyle {\frac {\partial P}{\partial t}}=\theta {\frac {\partial }{\partial x}}(xP)+D{\frac {\partial ^{2}P}{\partial x^{2}}}}
dónde {\displaystyle D=\sigma ^{2}/2} . 
Esta es una ecuación lineal parabólica en derivadas parciales que puede resolverse mediante diversas técnicas. La probabilidad de transición, también conocida como función de Green, {\displaystyle P(x,t\mid x',t')} es una distribución gaussiana con media {\displaystyle x'e^{-\theta (t-t')}} y varianza {\displaystyle {\frac {D}{\theta }}\left(1-e^{-2\theta (t-t')}\right)} :
{\displaystyle P(x,t\mid x',t')={\sqrt {\frac {\theta }{2\pi D(1-e^{-2\theta (t-t')})}}}\exp \left[-{\frac {\theta }{2D}}{\frac {(x-x'e^{-\theta (t-t')})^{2}}{1-e^{-2\theta (t-t')}}}\right]}
Esto da la probabilidad del estado {\displaystyle x} ocurriendo en el tiempo {\displaystyle t} con el estado inicial dado {\displaystyle x'} En el momento {\displaystyle t'<t} . De manera equivalente, {\displaystyle P(x,t\mid x',t')} es la solución de la ecuación de Fokker-Planck con condición inicial {\displaystyle P(x,t')=\delta (x-x')} .

## Propiedades matemáticas
Condicionando un valor particular de {\displaystyle x_{0}}, la media es
{\displaystyle \operatorname {\mathbb {E} } (x_{t}\mid x_{0})=x_{0}e^{-\theta t}+\mu (1-e^{-\theta t})}
y la covarianza es
{\displaystyle \operatorname {cov} (x_{s},x_{t})={\frac {\sigma ^{2}}{2\theta }}\left(e^{-\theta |t-s|}-e^{-\theta (t+s)}\right).}
Para el proceso estacionario no condicionado, la media de {\displaystyle x_{t}} es {\displaystyle \mu }, y la covarianza de {\displaystyle x_{s}} y {\displaystyle x_{t}} es {\displaystyle {\frac {\sigma ^{2}}{2\theta }}e^{-\theta |t-s|}} .
El proceso de Ornstein-Uhlenbeck es un ejemplo de un proceso de Gauss que tiene una varianza acotada y admite una distribución de probabilidad estacionaria, en contraste con el proceso de Wiener. La diferencia entre los dos está en el término de "deriva": Para el proceso de Wiener, el término de deriva es constante, mientras que para el proceso de Ornstein-Uhlenbeck depende del valor actual del proceso. esto quiere decir, que para este último si el valor actual del proceso es menor que la media (de largo plazo), la deriva será positiva; si el valor actual del proceso es mayor que la media (de largo plazo), la deriva será negativa. En otras palabras, la media actúa como un nivel de equilibrio para el proceso. Esto le da al proceso su nombre informativo: "reversión a la media".

### Propiedades de las rutas de muestra
Un proceso Ornstein-Uhlenbeck temporalmente homogéneo se puede representar como un proceso Wiener escalado y con transformación en el tiempo:
{\displaystyle x_{t}={\frac {\sigma }{\sqrt {2\theta }}}e^{-\theta t}W_{e^{2\theta t}}}
dónde {\displaystyle W_{t}} es el proceso estándar de Wiener. Este es aproximadamente el Teorema 1.2 de Doob, 1942 . De igual manera, con el cambio de variable {\displaystyle s=e^{2\theta t}} esto se convierte en
{\displaystyle W_{s}={\frac {\sqrt {2\theta }}{\sigma }}s^{1/2}x_{(\ln s)/(2\theta )},\qquad s>0}
Utilizando este mapeo, se pueden traducir propiedades conocidas de {\displaystyle W_{t}} correspondientes para {\displaystyle x_{t}} . Por ejemplo, la ley del logaritmo iterado para {\displaystyle W_{t}} se convierte en 
{\displaystyle \limsup _{t\to \infty }{\frac {x_{t}}{\sqrt {(\sigma ^{2}/\theta )\ln t}}}=1,\quad {\text{with probability 1.}}}

### Solución formal
La ecuación diferencial estocástica para {\displaystyle x_{t}} puede resolverse formalmente mediante variación de parámetros .  Escribiendo
{\displaystyle f(x_{t},t)=x_{t}e^{\theta t}\,}
conseguimos
{\displaystyle {\begin{aligned}df(x_{t},t)&=\theta \,x_{t}\,e^{\theta t}\,dt+e^{\theta t}\,dx_{t}\\[6pt]&=e^{\theta t}\theta \,\mu \,dt+\sigma \,e^{\theta t}\,dW_{t}.\end{aligned}}}
Integrando desde {\displaystyle 0} a {\displaystyle t} conseguimos
{\displaystyle x_{t}e^{\theta t}=x_{0}+\int _{0}^{t}e^{\theta s}\theta \,\mu \,ds+\int _{0}^{t}\sigma \,e^{\theta s}\,dW_{s}\,}
con lo cual vemos
{\displaystyle x_{t}=x_{0}\,e^{-\theta t}+\mu \,(1-e^{-\theta t})+\sigma \int _{0}^{t}e^{-\theta (t-s)}\,dW_{s}.\,}
A partir de esta representación, se demuestra que el primer momento (la media) es
{\displaystyle \operatorname {E} (x_{t})=x_{0}e^{-\theta t}+\mu (1-e^{-\theta t})\!\ }
asumiendo {\displaystyle x_{0}} constante. 
Además, la isometría de Itō se puede utilizar para calcular la función de covarianza mediante
{\displaystyle {\begin{aligned}\operatorname {cov} (x_{s},x_{t})&=\operatorname {E} [(x_{s}-\operatorname {E} [x_{s}])(x_{t}-\operatorname {E} [x_{t}])]\\[5pt]&=\operatorname {E} \left[\int _{0}^{s}\sigma e^{\theta (u-s)}\,dW_{u}\int _{0}^{t}\sigma e^{\theta (v-t)}\,dW_{v}\right]\\[5pt]&=\sigma ^{2}e^{-\theta (s+t)}\operatorname {E} \left[\int _{0}^{s}e^{\theta u}\,dW_{u}\int _{0}^{t}e^{\theta v}\,dW_{v}\right]\\[5pt]&={\frac {\sigma ^{2}}{2\theta }}\,e^{-\theta (s+t)}(e^{2\theta \min(s,t)}-1)\\[5pt]&={\frac {\sigma ^{2}}{2\theta }}\left(e^{-\theta |t-s|}-e^{-\theta (t+s)}\right).\end{aligned}}}
Como la integral de Itô de un integrando determinista sigue una distribución normal, se concluye que...[cita requerida]
{\displaystyle x_{t}=x_{0}e^{-\theta t}+\mu (1-e^{-\theta t})+{\tfrac {\sigma }{\sqrt {2\theta }}}W_{1-e^{-2\theta t}}}

### Ecuaciones de Kolmogorov
El generador infinitesimal del proceso está dado por:  {\displaystyle Lf=-\theta (x-\mu )f'+{\frac {1}{2}}\sigma ^{2}f''} Si definimos  {\displaystyle y=(x-\mu ){\sqrt {\frac {2\theta }{\sigma ^{2}}}}}, la ecuación del valor propio se simplifica a: {\displaystyle {\frac {d^{2}}{dy^{2}}}\phi -y{\frac {d}{dy}}\phi -{\frac {\lambda }{\theta }}\phi =0}que corresponde a la ecuación definitoria de los polinomios de Hermite . Sus soluciones son {\displaystyle \phi (y)=He_{n}(y)}, con {\displaystyle \lambda =-n\theta }. Esto implica que el tiempo promedio del primer paso para que una partícula alcance un punto en el límite es del orden de {\displaystyle \theta ^{-1}} .

## Simulación numérica
Usando datos muestreados de forma discreta en intervalos de tiempo de ancho {\displaystyle t}, los estimadores de máxima verosimilitud para los parámetros del proceso de Ornstein-Uhlenbeck convergen asintóticamente a una distribución normal centrada en sus valores verdaderos.  Más e,  {\displaystyle {\sqrt {n}}\left({\begin{pmatrix}{\widehat {\theta }}_{n}\\{\widehat {\mu }}_{n}\\{\widehat {\sigma }}_{n}^{2}\end{pmatrix}}-{\begin{pmatrix}\theta \\\mu \\\sigma ^{2}\end{pmatrix}}\right)\xrightarrow {d} \ {\mathcal {N}}\left({\begin{pmatrix}0\\0\\0\end{pmatrix}},{\begin{pmatrix}{\frac {e^{2t\theta }-1}{t^{2}}}&0&{\frac {\sigma ^{2}(e^{2t\theta }-1-2t\theta )}{t^{2}\theta }}\\0&{\frac {\sigma ^{2}\left(e^{t\theta }+1\right)}{2\left(e^{t\theta }-1\right)\theta }}&0\\{\frac {\sigma ^{2}(e^{2t\theta }-1-2t\theta )}{t^{2}\theta }}&0&{\frac {\sigma ^{4}\left[\left(e^{2t\theta }-1\right)^{2}+2t^{2}\theta ^{2}\left(e^{2t\theta }+1\right)+4t\theta \left(e^{2t\theta }-1\right)\right]}{t^{2}\left(e^{2t\theta }-1\right)\theta ^{2}}}\end{pmatrix}}\right)}

Cuatro rutas de muestra de diferentes procesos OU con θ = 1, σ = :
azul : valor inicial a = 10, μ = 0
naranja : valor inicial a = 0, μ = 0
verde : valor inicial a = −10, μ = 0
rojo : valor inicial a = 0, μ = -10

Para simular numéricamente un proceso de Ornstein-Uhlenbeck (OU) con desviación estándar Σ y tiempo de correlación τ=Θ1, un método común es emplear la fórmula de diferencias finitas. Esta se basa en la discretización de la ecuación diferencial estocástica que define el proceso:
{\displaystyle x(t+dt)=x(t)-\Theta \,dt\,x(t)+\Sigma {\sqrt {2\,dt\,\Theta }}\nu _{i}} donde:
- Θ es la tasa de reversión,
- μ es el valor promedio del proceso (nivel de reversión),
- σ está relacionada con Σ como Σ=2Θσ2,
- dWt representa un incremento del movimiento browniano.

## Interpretación del límite de escala
El proceso de Ornstein-Uhlenbeck puede interpretarse como un límite de escala de un proceso discreto, de la misma manera que el movimiento browniano es un límite de escala de los paseos aleatorios . Considere una urna que contiene {\displaystyle n} bolas blancas y negras. En cada paso se elige una bola al azar y se reemplaza por una bola del color opuesto. Dejar {\displaystyle X_{k}} sea el número de bolas negras en la urna después {\displaystyle k} pasos. Entonces {\displaystyle {\frac {X_{[nt]}-n/2}{\sqrt {n}}}} converge en la ley a un proceso de Ornstein-Uhlenbeck como {\displaystyle n} tiende al infinito. Esto fue obtenido por Mark Kac . 
Heurísticamente esto se puede obtener de la siguiente manera.
Dejar {\displaystyle X_{t}^{(n)}:={\frac {X_{[nt]}-n/2}{\sqrt {n}}}}, y obtendremos la ecuación diferencial estocástica en el {\displaystyle n\to \infty } límite. Primero deduzca {\displaystyle \Delta t=1/n,\quad \Delta X_{t}^{(n)}=X_{t+\Delta t}^{(n)}-X_{t}^{(n)}.} Con esto podemos calcular la media y la varianza de {\displaystyle \Delta X_{t}^{(n)}}, lo que resulta ser {\displaystyle -2X_{t}^{(n)}\Delta t} y {\displaystyle \Delta t} . Así que en el {\displaystyle n\to \infty } límite, tenemos {\displaystyle dX_{t}=-2X_{t}\,dt+dW_{t}}, con solución (suponiendo {\displaystyle X_{0}} La distribución es normal estándar) {\displaystyle X_{t}=e^{-2t}W_{e^{4t}}} .

## Aplicaciones

### En física: relajación ruidosa
El proceso de Ornstein-Uhlenbeck es un prototipo de un proceso de relajación ruidoso. Un ejemplo canónico es un resorte de Hooke ( oscilador armónico ) con constante de resorte. {\displaystyle k} cuya dinámica está sobreamortiguada por el coeficiente de fricción {\displaystyle \gamma } . En presencia de fluctuaciones térmicas con la temperatura {\displaystyle T}, la longitud {\displaystyle x(t)} del resorte fluctúa alrededor de la longitud de reposo del resorte {\displaystyle x_{0}} ; su dinámica estocástica se describe mediante un proceso de Ornstein-Uhlenbeck con
{\displaystyle {\begin{aligned}\theta &=k/\gamma ,\\\mu &=x_{0},\\\sigma &={\sqrt {2k_{B}T/\gamma }},\end{aligned}}}
dónde {\displaystyle \sigma } se deriva de la ecuación de Stokes-Einstein {\displaystyle D=\sigma ^{2}/2=k_{B}T/\gamma } para la constante de difusión efectiva.   Este modelo se ha utilizado para caracterizar el movimiento de una partícula browniana en una trampa óptica .  
En equilibrio, el resorte almacena una energía media {\displaystyle \langle E\rangle =k\langle (x-x_{0})^{2}\rangle /2=k_{B}T/2} de acuerdo con el teorema de equipartición . 

### En matemáticas financieras
El proceso de Ornstein-Uhlenbeck se utiliza en el modelo de Vasicek del tipo de interés.  El proceso de Ornstein-Uhlenbeck es uno de varios enfoques utilizados para modelar (con modificaciones) tasas de interés, tipos de cambio y precios de materias primas de forma estocástica. El parámetro {\displaystyle \mu } representa el equilibrio o valor medio respaldado por los fundamentos ; {\displaystyle \sigma } el grado de volatilidad que lo rodea causado por shocks, y {\displaystyle \theta } la velocidad con la que estos choques se disipan y la variable vuelve a la media. Una aplicación del proceso es una estrategia comercial conocida como comercio de pares . 
Marcello Minenna deriva una implementación adicional del proceso Ornstein-Uhlenbeck para modelar el rendimiento de las acciones bajo una dinámica de distribución lognormal . Este modelo tiene como objetivo determinar el intervalo de confianza para predecir fenómenos de abuso de mercado .  

### En biología evolutiva
Se ha propuesto el proceso de Ornstein-Uhlenbeck como una mejora del modelo de movimiento browniano para modelar el cambio  fenotípico de los organismos a lo largo del tiempo.  Un modelo de movimiento browniano implica que los rasgos fenotípicos pueden moverse sin límite, mientras que para la mayoría de los fenotipos la selección natural impone un costo por moverse demasiado en cualquier dirección. Un metanálisis de 250 series temporales de fenotipos fósiles mostró que un modelo de Ornstein-Uhlenbeck fue el que mejor se ajustó a 115 (46%) de las series temporales examinadas, lo que respalda la estasis como un patrón evolutivo común.  Dicho esto, su uso presenta ciertos desafíos: los mecanismos de selección de modelos suelen estar sesgados a favor de un proceso de OU sin el respaldo suficiente, y las malas interpretaciones son fáciles para el científico de datos desprevenido. 

## Generalizaciones
Es posible definir un proceso Ornstein-Uhlenbeck impulsado por Lévy, en el que el proceso impulsor de fondo es un proceso de Lévy en lugar de un proceso de Wiener:  
{\displaystyle dx_{t}=-\theta \,x_{t}\,dt+\sigma \,dL_{t}}
Aquí, el diferencial del proceso de Wiener {\displaystyle W_{t}} Ha sido reemplazado por el diferencial de un proceso de Lévy. {\displaystyle L_{t}} .
Además, en finanzas se utilizan procesos estocásticos donde la volatilidad aumenta para valores mayores de {\displaystyle X} . En particular, el proceso CKLS (Chan–Karolyi–Longstaff–Sanders)  con el término de volatilidad reemplazado por {\displaystyle \sigma \,x^{\gamma }\,dW_{t}} se puede resolver en forma cerrada para {\displaystyle \gamma =1}, así como para {\displaystyle \gamma =0}, lo que corresponde al proceso OU convencional. Otro caso especial es {\displaystyle \gamma =1/2}, que corresponde al modelo Cox-Ingersoll-Ross (modelo CIR).

### Dimensiones superiores
Una versión multidimensional del proceso Ornstein-Uhlenbeck, denotada por el vector N -dimensional {\displaystyle \mathbf {x} _{t}}, se puede definir a partir de
{\displaystyle d\mathbf {x} _{t}=-{\boldsymbol {\beta }}\,\mathbf {x} _{t}\,dt+{\boldsymbol {\sigma }}\,d\mathbf {W} _{t}.}
dónde {\displaystyle \mathbf {W} _{t}} es un proceso de Wiener N -dimensional, y {\displaystyle {\boldsymbol {\beta }}} y {\displaystyle {\boldsymbol {\sigma }}} son matrices N × N constantes.  La solución es
{\displaystyle \mathbf {x} _{t}=e^{-{\boldsymbol {\beta }}t}\mathbf {x} _{0}+\int _{0}^{t}e^{-{\boldsymbol {\beta }}(t-t')}{\boldsymbol {\sigma }}\,d\mathbf {W} _{t'}}
y la media es
{\displaystyle \operatorname {E} (\mathbf {x} _{t})=e^{-{\boldsymbol {\beta }}t}\operatorname {E} (\mathbf {x} _{0}).}
Estas expresiones hacen uso de la matriz exponencial .
El proceso también se puede describir en términos de la función de densidad de probabilidad. {\displaystyle P(\mathbf {x} ,t)}, que satisface la ecuación de Fokker-Planck 
{\displaystyle {\frac {\partial P}{\partial t}}=\sum _{i,j}\beta _{ij}{\frac {\partial }{\partial x_{i}}}(x_{j}P)+\sum _{i,j}D_{ij}{\frac {\partial ^{2}P}{\partial x_{i}\,\partial x_{j}}}.}
donde la matriz {\displaystyle {\boldsymbol {D}}} con componentes {\displaystyle D_{ij}} se define por {\displaystyle {\boldsymbol {D}}={\boldsymbol {\sigma }}{\boldsymbol {\sigma }}^{T}/2} . En cuanto al caso 1d, el proceso es una transformación lineal de variables aleatorias gaussianas y, por lo tanto, debe ser gaussiano. Debido a esto, la probabilidad de transición {\displaystyle P(\mathbf {x} ,t\mid \mathbf {x} ',t')} es una gaussiana que puede escribirse explícitamente. Si las partes reales de los valores propios de {\displaystyle {\boldsymbol {\beta }}} son mayores que cero, una solución estacionaria {\displaystyle P_{\text{st}}(\mathbf {x} )} Además existe, dado por
{\displaystyle P_{\text{st}}(\mathbf {x} )=(2\pi )^{-N/2}(\det {\boldsymbol {\omega }})^{-1/2}\exp \left(-{\frac {1}{2}}\mathbf {x} ^{T}{\boldsymbol {\omega }}^{-1}\mathbf {x} \right)}
donde la matriz {\displaystyle {\boldsymbol {\omega }}} se determina a partir de la ecuación de Lyapunov {\displaystyle {\boldsymbol {\beta }}{\boldsymbol {\omega }}+{\boldsymbol {\omega }}{\boldsymbol {\beta }}^{T}=2{\boldsymbol {D}}} . 